# IC 5307
IC 5307 је елиптична галаксија у сазвјежђу Пегаз која се налази на листи објеката дубоког неба у Индекс каталогу.
Деклинација објекта је + 10° 14' 11" а ректасцензија 23h 18m 21,9s. Привидна величина (магнитуда) објекта IC 5307 износи 16,1 а фотографска магнитуда 17,1. IC 5307 је још познат и под ознакама NPM1G +09.0600, PGC 214932.